# Wolfgang Neuber
Wolfgang Neuber (* 15. März 1956 in Wien) ist ein österreichischer Literaturwissenschaftler; er war bis Ende März 2021 Professor für Neuere Deutsche Literatur an der Freien Universität Berlin im Institut für Deutsche und Niederländische Philologie.

## Beruflicher Werdegang
Neuber studierte Germanistik, Anglistik, Amerikanistik und Philosophie an der Universität Wien. Im Jahr 1980 erfolgte seine Promotion summa cum laude mit einer Arbeit zu Johann Nestroys Rhetorik. Die Habilitation für das Fach Neuere Deutsche Literatur schloss sich im Jahr 1988 mit einer Studie zur Topik der deutschen Amerika-Reiseberichte der Frühen Neuzeit an.
Von 1980 bis 1989 arbeitete Neuber als wissenschaftlicher Assistent an der Universität Wien, von 1989 bis 1995 als Assistenzprofessor. In diese Zeit fallen Gast- und Vertretungsprofessuren in Marburg (1988 und 1993) und an der Freien Universität Amsterdam (1989). 1995 folgte Neuber dem Ruf an die Johann-Wolfgang-Goethe-Universität  Frankfurt am Main, wo er bis 2000 Professor für Neuere Deutsche Literatur (Barock und Rhetorik) war. Von Oktober 2000 bis März 2021 lehrte Neuber als Professor für Neuere Deutsche Literatur (Neulateinische Literatur und Literatur der Frühen Neuzeit im europäischen Zusammenhang) an der Freien Universität Berlin und leitete die Forschungsstelle für Mittlere Deutsche Literatur.
Im August 2010 nahm Neuber eine Gastprofessur an der New York University in Abu Dhabi an, wo er bis 2015 als Visiting Professor of Literature lehrte. Zu weiteren Gastprofessuren zählen unter anderem die Peking-Universität, die Universität Breslau, die Universität Olsztyn und die Korea University.
Neuber wurde zweimal an ein Wissenschaftskolleg eingeladen: Von Oktober 1998 bis Januar 1999 forschte er als Senior Fellow am IFK (Internationales Forschungszentrum Kulturwissenschaften) in Wien und von September 2008 bis Juni 2009 am NIAS (Netherlands Institute for Advanced Study in the Humanities and Social Sciences) in Wassenaar.

## Auszeichnungen
- 1985: Förderungspreis des “Theodor-Körner-Stiftungsfonds zur Förderung von Wissenschaft und Kunst”
- 1992: Förderungspreis der Stadt Wien für Wissenschaft[2]

## Veröffentlichungen

### Monographien (Auswahl)
- Johann Nikolaus Götz zum 200. Todestag. Versuch zur Kenntlichmachung eines Paradigmas. Mainz 1981 (Blätter der Carl-Zuckmayer-Gesellschaft 7, Heft 2).
- Nestroys Rhetorik. Wirkungspoetik und Altwiener Volkskomödie im 19. Jahrhundert. Bonn: Bouvier 1987 (Abhandlungen zur Kunst-, Musik- und Literaturwissenschaft 373), ISBN 978-3-416-02017-6.
- Fremde Welt im europäischen Horizont. Zur Topik der deutschen Amerika-Reiseberichte der Frühen Neuzeit. Berlin: Erich Schmidt 1991 (Philologische Studien und Quellen 121), ISBN 978-3-503-03017-0.

### Herausgeberschaften
- Ars memorativa. Zur kulturgeschichtlichen Bedeutung der Gedächtniskunst 1400-1750. Hrsg. v. Jörg Jochen Berns und Wolfgang Neuber. Niemeyer, Tübingen 1993, ISBN 978-3-484-36515-5.
- Intertextualität in der Frühen Neuzeit. Studien zu ihren theoretischen und praktischen Perspektiven. Hrsg. v. Wilhelm Kühlmann u. Wolfgang Neuber. Peter Lang, Frankfurt a. M. u. a. 1994, ISBN 978-3-631-47187-6.
- Nikolaus Lenau: Werke und Briefe. Historisch-kritische Gesamtausgabe. Bd. 1: Gedichte bis 1834. Hrsg. v. Herbert Zeman u. Michael Ritter in Zusammenarb. m. Wolfgang Neuber. u. Xavier Vicat. Deuticke, Wien 1995, ISBN 978-3-216-30141-3.
- Documenta Mnemonica. Text- und Bildzeugnisse zu Gedächtnislehren und Gedächtniskünsten von der Antike bis zum Ende der Frühen Neuzeit. Hrsg. v. Jörg Jochen Berns u. Wolfgang Neuber. 7 Bde. Niemeyer, Tübingen 1998-, ISBN 978-3-484-36579-7.
- Seelenmaschinen. Gattungstraditionen, Funktionen und Leistungsgrenzen der Mnemotechniken vom späten Mittelalter bis zum Beginn der Moderne. Hrsg. v. Jörg Jochen Berns u. Wolfgang Neuber. Böhlau, Wien/Köln/Weimar 2000, ISBN 978-3-205-99148-9.
- Beer. 1655-1700. Hofmusiker. Satiriker. Anonymus. Hrsg. v. Andreas Brandtner u. Wolfgang Neuber. Turia & Kant, Wien 2000, ISBN 978-3-85132-281-1.
- Hans-Gert Roloff: Kleine Schriften zur Literatur des 16. Jahrhunderts. Festgabe zum 70. Geburtstag. Hrsg. v. Christiane Caemmerer, Walter Delabar, Jörg Jungmayr u. Wolfgang Neuber. Rodopi, Amsterdam/ New York 2003, ISBN 978-90-420-0806-9.
- Cognition and the Book. Typologies of Formal Organisation of Knowledge in the Printed Book of the Early Modern Period. Ed. by Karl * A.E. Enenkel and Wolfgang Neuber. Brill, Leiden / Boston 2005, ISBN 978-90-04-12450-9.
- Daniel Casper von Lohenstein: Sämtliche Werke. Historisch-kritische Ausgabe. Hrsg. v. Lothar Mundt, Wolfgang Neuber u. Thomas Rahn. de Gruyter, Berlin / New York 2005, ISBN 978-3-11-020377-6.
- Spirits Unseen. The Representation of Subtle Bodies in Early Modern European Culture. Ed. by Christine Göttler and Wolfgang Neuber. Brill, Leiden / Boston 2008, ISBN 978-90-04-16396-6.
- Theatralische Rhetorik. Hrsg. v. Wolfgang Neuber u. Thomas Rahn. Niemeyer, Tübingen 2008, ISBN 978-3-484-60522-0.
- The Making of Copernicus. Early Modern Transformations of the Scientist and his Science. Ed. by Wolfgang Neuber, Thomas Rahn and Claus Zittel. Brill, Leiden / Boston 2014, ISBN 978-90-04-28110-3.

Wolfgang Neuber war bzw. ist Mitherausgeber u. a. von Intersections (bis 2013), Daphnis (bis 2021), Chloe (bis 2021), Rhetorik, Zeitsprünge.

### Aufsätze (Auswahl)
- Prekäre Theologie. Textsemantik und Bildsemantisierung am Beispiel von Wickrams erstem Bild seiner „Metamorphosen“. In: Vergessene Texte – Verstellte Blicke. Neue Perspektiven der Wickram-Forschung. Hrsg. von Maria E. Müller und Michael Mecklenburg, Frankfurt a. M. 2007, S. 185–197.
- Der „verderbte“ Text. Monogenese und Pluralisierung als Theologie des Sündenfalls. In: Ästhetische Erfahrung und Edition. Hrsg. v. Rainer Falk u. Gert Mattenklott. Tübingen 2007 (Beihefte zu editio 27), S. 47–58.
- Travel Reports in Early Modern Germany. In: Early Modern German Literature 1350-1700. Ed. by Max Reinhart. Rochester 2007 (= Camden House History of German Literature 4). S. 737–759.
- Poltergeist the Prequel. Aspects of Otherworldly Disturbances in Early Modern Times. In: Spirits Unseen. The Representation of Subtle Bodies in Early Modern European Culture. Ed. by Christine Göttler and Wolfgang Neuber. Leiden / Boston 2008 (Intersections. Yearbook for Early Modern Studies 9 [2007]). S. 1–17.
- Der unerhörte „hörroman“. Elfriede Jelineks bukolit – Anmerkungen zur Gattungstradition. In: Positionen der Jelinek-Forschung. Beiträge zur Polnisch-Deutschen Elfriede-Jelinek-Konferenz Olsztyn 2005. Hrsg. v. Claus Zittel u. Marian Holona. Bern usw. 2008 (Jahrbuch für Internationale Germanistik. Reihe A: Kongressberichte 74). S. 29–37.
- Textbaustein, Topos und Parodie. Zu einigen Aspekten der Intratextualität in Dachs Gedichten. In: Simon Dach (1605-1659). Werk und Nachwirken. Hrsg. v. Axel E. Walter. Tübingen 2008 (= Frühe Neuzeit 126). S. 149–156.
- Similitudo und kulturelles Gedächtnis. Zur Rhetorik der Alterität in der Frühen Neuzeit. In: „Und es trieb die Rede mich an …“ Festschrift zum 65. Geburtstag von Gert Ueding. Hrsg. v. Joachim Knape, Olaf Kramer u. Peter Weit. Tübingen 2008, S. 181–198.
- Es hat sich wohl gevogelt. Rhetorik und Zeremoniell in Caspar Stielers Rudolstädter Festspiel Der betrogene Betrug (1667). In: Theatralische Rhetorik. Hrsg. v. Wolfgang Neuber u. Thomas Rahn. Tübingen 2008, S. 1–17.
- Mnemonic Imagery in the Early Modern Period: Visibility and Collective Memory. In: Ars Reminiscendi: Mind and Memory in Renaissance Culture. Edited by Donald Beecher and Grant Williams. Toronto 2009 (Publications of the Centre for Reformation and Renaissance Studies. Essays and Studies 19). S. 69–81.
- Harsdörffers Gespenster. In: Georg Philipp Harsdörffers ,Kunstverständige Discurse‘. Beiträge zu Kunst, Literatur und Wissenschaft in der Frühen Neuzeit. Hrsg. v. Michael Thiemann u. Claus Zittel. Heidelberg 2010, S. 325–335.
- Exscribo ergo sum. Self-Reflexion and Meditiation in Early Modern German Family Books. In: Meditatio – Refashioning the Self. Theory and Practice in Late Medieval and Early Modern Intellectual Culture. Edited by Karl Enenkel and Walter Melion. Leiden 2011 (= Intersections 17). S. 109–124.
- Die Familie als Diskurs. Textliche Konstruktionsformen in Familienbüchern der Frühen Neuzeit, am Beispiel des Beckschen Familienbuchs (Klosterneuburg, Cod. 747). In: Literatur – Geschichte – Österreich. Probleme, Perspektiven und Bausteine einer österreichischen Literaturgeschichte. Thematische Festschrift zur Feier des 70. Geburtstags von Herbert Zeman. Hrsg. v. Christoph Fackelmann u. Wynfrid Kriegleder. Wien / Berlin 2011, S. 320–332.
- TU CERTE ES STUDIJS NOSTRIS […] SUMMUM PRÆSIDIUM. Der Hofbeamte als Humanist – zum gelehrten Wiener Umfeld Markus Becks von Leopoldsdorf (1491-1553). In: Daphnis 40 (2011), S. 499–534.
- Visual Exegesis and Social History: Hieronymus Beck von Leopoldsdorf (1525-1596) and His Strategies of Self-Aggrandisement. In: Imago Exegetica. Visual Images as Exegetical Instruments, 1400–1700. Ed. by Walter S. Melion, James Clifton and Michel Weemans. Leiden / Boston: Brill 2014, S. 667–681.
- ‚Sinn-Bilder‘: Emblematik in der Frühen Neuzeit. In: Handbuch Literatur & Visuelle Kultur. Hrsg. v. Claudia Benthien u. Brigitte Weingart. Berlin / Boston 2014, S. 341–356.